# Instituto Indigenista Interamericano
O Instituto Indigenista Interamericano que tem por função zelar pelos direitos dos indígenas na América. Foi criado durante o Congresso Indigenista Interamericano, realizado no México em 1940. Os Institutos Indigenistas Nacionais de vários países estão ligados ao Instituto Interamericano.
O Instituto teve escritório na Cidade do México, e entre outras atividades teve uma publicada na revista American Indian. Em seguida ocorreu a criação de diversos institutos indigenistas regionais, subsidiários em vários países com o apoio da Fundação Rockefeller.
O governo brasileiro, por questão de política interna, inicialmente não aderiu às deliberações desse Congresso. Somente em 1943, graças aos apelos e intervenções de Marechal Rondon o então Presidente da República, Getúlio Vargas, em 1943 determinou a adesão do Brasil ao Instituto Indigenista Interamericano, como também instituiu o dia 19 de abril como o "Dia do Índio", através do decreto-lei federal n.° 5.540/1943. (revogado recentemente pela Lei federal n.° 14.402, de 08 de julho de 2022, reformando sua denominação para "Dia dos Povos Indígenas").